# José Javier Zabaleta
José Javier Zabaleta Lasa, llamado Zabaleta, nacido en Echarren (Navarra) el 8 de marzo de 1991, es un pelotari español de pelota vasca en la modalidad de mano.
Su mayor logro es el triunfo en el Campeonato de Parejas en 2013, año de su debut en la competición, en compañía de Martínez de Irujo, en una final que se suspendió con 6-4 en el marcador por lesión de Berasaluze VIII.
Es el máximo ganador del Campeonato de Parejas, junto a Retegi II, Martínez de Irujo y Maiz II.

## Palmarés
- Campeón del Campeonato de Parejas, 2013 , 2018 , 2021, 2023 y 2024.

## Finales del Campeonato de Parejas
| Año  | Campeones                    | Subcampeones             | Tanteo | Frontón       |
| ---- | ---------------------------- | ------------------------ | ------ | ------------- |
| 2013 | Martínez de Irujo - Zabaleta | Berasaluze VIII - Albisu | 6-4    | Bizkaia       |
| 2018 | Ezkurdia - Zabaleta          | Elezkano II - Rezusta    | 22-9   | Bizkaia       |
| 2019 | Elezkano II - Rezusta        | Irribarria - Zabaleta    | 22-19  | Bizkaia       |
| 2021 | Elezkano II - Zabaleta       | Peña II - Albisu         | 22-7   | Bizkaia       |
| 2023 | Elordi - Zabaleta            | Laso - Imaz              | 22-13  | Navarra Arena |
| 2024 | P.Etxeberria - Zabaleta      | Altuna III - Martija     | 22-20  | Navarra Arena |